# きらきらひかる (小説)
『きらきらひかる』は、江國香織が1991年に発表した小説。1992年、第2回紫式部文学賞受賞。 
また、それを原作とした1992年公開の日本映画。
アルコール依存症気味の妻と同性愛者の夫、そして夫の恋人とをめぐる3人の奇妙な三角関係を描く。題名は、詩人入沢康夫の「キラキラヒカル」という詩による（第1詩集『倖せ それとも不倖せ』に収録）。

## ストーリー
親のすすめで、医師の男性・睦月と見合いをすることになった笑子。しかし、その席で2人は互いの秘密を告白してしまう。笑子はアルコール依存症であること、睦月は同性愛者であることを。初めは戸惑う2人だが、結婚を決めたのだった。2人なりに穏やかな生活を営むが、早く子供をと望む周囲の声に笑子は追いつめられていく。一方で笑子と、睦月の恋人・紺との間には「睦月を愛する者同士」としての奇妙な友情が育まれていく。3人の幸せと、現実との折り合いとの間で苦悩した結果、笑子は睦月の同僚の産婦人科医にある突飛な相談を持ちかける。

## 登場人物
岸田笑子
イタリア語の翻訳の仕事をしている。アルコール依存気味で情緒不安定でもあり、精神科の通院歴がある。家事はほとんどしないが、睦月から要求された唯一の家事である「シーツのアイロンかけ」だけは律義にこなしている。
岸田睦月
笑子の夫で医師。結婚はしたものの、男子大学生の恋人・紺がいる。心のバランスを崩しやすい笑子を懸命に支えている。
紺
もともと近所に住んでいた睦月と、中学生時代に恋仲になる。睦月の結婚後も笑子に嫉妬するでもなく、むしろ性別を超えた友情を築く。
瑞穂
笑子の友人。夫と３歳の息子と暮らす。笑子に早く子供を作るように促す。一向に笑子夫妻に子供が出来ないことを不審に思い、睦月を問いただし、睦月が同性愛者であることを知って激怒する。
柿井
睦月の同僚で産婦人科医。生家も産婦人科であり、女性の身体に畏怖心があり、同性愛者となる。脳外科医の男性の恋人がいる。早く子供をと望む周囲の声に疲れた笑子から、ある突飛な相談を受ける。
樫部
柿井の恋人の脳外科医。自分の心の問題は脳にあるのではと考えた笑子が一度受診する。
羽根木
笑子の元恋人。奔放な笑子について行けなくなり別れを切り出す。
睦月の父
開業医。時々睦月・笑子宅を訪ねてくる。一人息子の睦月が同性愛者であることを気にしており、笑子との結婚にも最後まで反対していたが、笑子の人柄自体は気に入っている様子。
睦月の母
睦月が同性愛者であることを承知の上で結婚してくれた笑子には優しい。睦月に人工授精を執拗にすすめる。

## 映画
夫を演じた豊川悦司が、第16回日本アカデミー賞新人俳優賞を受賞している。
映画版では、わがままを言う笑子を睦月がひっぱたいてしまう、紺が笑子に嫉妬するなど、原作とは異なる描写や設定が見られる。

### スタッフ
- 監督・脚本：松岡錠司
- 製作者：村上光一
- 企画：堀口壽一
- プロデュース：河井真也、梅川治男
- 音楽：茂野雅道
- 撮影：笠松則通
- 美術：遠藤光男

### キャスト
- 岸田笑子：薬師丸ひろ子
- 岸田睦月：豊川悦司
- 藤島紺：筒井道隆
- 香山千秋：加賀まりこ
- 岸田雄造：川津祐介
- 岸田ゆり子：岩本多代
- 伊藤瑞穂：大島智子
- 座間律子：関口めぐみ
- 柿井悟：阿藤海
- 加山忠志：津川雅彦
- ウェイトレスA：柴田理恵
- ウェイトレスB：土屋久美子
- 樫部：蜷川幸雄
- 小沢象
- 山谷初男

### 評価（映画）
- 第66回（1992年度）キネマ旬報ベスト・テン第10位[2]
- 第7回（1992年度）高崎映画祭
  - 最優秀主演女優賞 薬師丸ひろ子
  - 最優秀助演男優賞 筒井道隆
- シカゴ国際映画祭 - ゴールド・ヒューゴ一賞 松岡錠司